# Lijst van nummer 1-hits in Italië in 2012
Deze hits stonden in 2012 op nummer 1 in de FIMI Single Top 10, de bekendste hitlijst in Italië.
| Datum        | Artiest                | Titel                                    |
| ------------ | ---------------------- | ---------------------------------------- |
| 5 januari    | Michel Teló            | Ai se eu te pego!                        |
| 12 januari   | Francesca Michielin    | Distratto                                |
| 19 januari   | Michel Teló            | Ai se eu te pego!                        |
| 26 januari   | Michel Teló            | Ai se eu te pego!                        |
| 2 februari   | Michel Teló            | Ai se eu te pego!                        |
| 9 februari   | Michel Teló            | Ai se eu te pego!                        |
| 16 februari  | Michel Teló            | Ai se eu te pego!                        |
| 23 februari  | Emma                   | Non è l'inferno                          |
| 1 maart      | Arisa                  | La notte                                 |
| 8 maart      | Arisa                  | La notte                                 |
| 15 maart     | Arisa                  | La notte                                 |
| 22 maart     | Arisa                  | La notte                                 |
| 29 maart     | Gotye & Kimbra         | Somebody that I used to know             |
| 5 april      | Gotye & Kimbra         | Somebody that I used to know             |
| 12 april     | Gotye & Kimbra         | Somebody that I used to know             |
| 19 april     | Gotye & Kimbra         | Somebody that I used to know             |
| 26 april     | Gotye & Kimbra         | Somebody that I used to know             |
| 3 mei        | Gotye & Kimbra         | Somebody that I used to know             |
| 10 mei       | Gotye & Kimbra         | Somebody that I used to know             |
| 17 mei       | Gotye & Kimbra         | Somebody that I used to know             |
| 24 mei       | Emma                   | Cercavo amore                            |
| 31 mei       | Emma                   | Cercavo amore                            |
| 7 juni       | Maroon 5 & Wiz Khalifa | Payphone                                 |
| 14 juni      | Gusttavo Lima          | Balada                                   |
| 21 juni      | Gusttavo Lima          | Balada                                   |
| 28 juni      | Gusttavo Lima          | Balada                                   |
| 5 juli       | Gusttavo Lima          | Balada                                   |
| 12 juli      | Gusttavo Lima          | Balada                                   |
| 19 juli      | Gusttavo Lima          | Balada                                   |
| 26 juli      | Gusttavo Lima          | Balada                                   |
| 2 augustus   | Gusttavo Lima          | Balada                                   |
| 9 augustus   | Gusttavo Lima          | Balada                                   |
| 16 augustus  | Gusttavo Lima          | Balada                                   |
| 23 augustus  | Gusttavo Lima          | Balada                                   |
| 30 augustus  | Pulcino Pio            | Il pulcino pio                           |
| 6 september  | Pulcino Pio            | Il pulcino pio                           |
| 13 september | Pulcino Pio            | Il pulcino pio                           |
| 20 september | Pulcino Pio            | Il pulcino pio                           |
| 27 september | Pulcino Pio            | Il pulcino pio                           |
| 4 oktober    | Pulcino Pio            | Il pulcino pio                           |
| 11 oktober   | Pulcino Pio            | Il pulcino pio                           |
| 18 oktober   | Pulcino Pio            | Il pulcino pio                           |
| 25 oktober   | Asaf Avidan            | One day / Reckoning song (Wankelmut rmx) |
| 1 november   | Asaf Avidan            | One day / Reckoning song (Wankelmut rmx) |
| 8 november   | Adele                  | Skyfall                                  |
| 15 november  | Adele                  | Skyfall                                  |
| 22 november  | Adele                  | Skyfall                                  |
| 29 november  | Adele                  | Skyfall                                  |
| 6 december   | PSY                    | Gangnam style                            |
| 13 december  | Chiara                 | Due respiri                              |
| 20 december  | Chiara                 | Due respiri                              |
| 27 december  | Chiara                 | Due respiri                              |